# زخم لیپشوتز
زخم لیپ‌شوتز (انگلیسی: Lipschütz ulcer) که با نام‌های اولکوس وولوا آکوتوم (لاتین: ulcus vulvae acutum) یا زخم‌های حاد واکنشی تناسلی غیر مرتبط با بیماری‌های جنسی (انگلیسی: reactive non-sexually related acute genital ulcers) هم شناخته می‌شود، یک بیماری نادر پوستی است که مشخصه‌اش، ظهورِ زخم‌های تناسلی دردناک، تب و لنفادنوپاتی است که بیشتر در دختران و زنان جوان شیوع دارد. در گذشته، تصور می‌کردند که این بیماری بیشتر در باکره‌ها رخ می‌دهد.
زخم لیپ‌شوتز یک بیماری‌های آمیزشی نیست و اغلب آن را اشتباه تشخیص می‌دهند و آن را با زخم‌های بیماری بهجت اشتباه می‌گیرند. علت این بیماری هنوز مشخص نشده است، اما احتمال می‌دهند که با برخی از عفونت‌ها نظیر تب شبه‌حصبه (پاراتیفوئید) و همچنین سیتومگالوویروس، ویروس اپشتین–بار و مایکوپلاسما نومونیه در ارتباط باشد.
این بیماری نام خود را میکروب‌شناس و متخصص پوست اتریشی «بنیامین لیپ‌شوتز» می‌گیرد که نخستین بار آن را در سال ۱۹۱۲ میلادی توصیف کرد.

## علائم و نشانه‌ها
شایعترین تظاهر این بیماری، یک زخم منفرد عمیق و بزرگ در سطح داخلی یک یا هر دو لبهٔ کوچک است (البته گاهی هم چند زخم کوچک، با هم دیده می‌شود). گاهی لبه بزرگ، مهبل و پیشاب‌راه هم درگیر می‌شود. بروز این زخم‌ها، ناگهانی و به یک‌باره است و معمولاُ پیش از بروز آن، علائمی چون تب و کسالت هم وجود دارد.

## تشخیص
تشخیص بیماری بیشتر بالینی و از طریقِ رد کردنِ سایر دلایلِ شایع‌تر زخم‌های تناسلی است. گفته می‌شود انجام واکنش زنجیره‌ای پلیمراز برای ردیابی ویروس اپشتین–بار، به تشخیصِ سریع‌تر بیماری کمک می‌کند.

## درمان
درمان این بیماری پوستی، علامتی است و تأثیر چندانی هم ندارد. در بیشتر بیماران، این زخم‌ها به‌طور خودبه‌خود و ظرف ۴ تا ۶ هفته برطرف می‌شود و گاهی از خود، اِسکارهایی به جا می‌گذارند. بی‌حس‌کننده‌ها و مسکن‌های موضعی و همچنین گندزداها و قابض‌های موضعی همچون پتاسیم پرمنگنات (استحمام نشیمن) در درمان این بیماری بکار رفته است. در موارد شدید بیماری، استفاده از گلوکوکورتیکوئیدهای سیستمیک و آنتی‌بیوتیک‌های گسترده‌اثر توصیه شده است.

## اپیدمیولوژی
زخم لیپ‌شوتز بیشتر در دختران جوان و نوجوان دیده می‌شود، اما مواردی از بیماری، در کودکان کوچک‌تر (تا حدِ ۱۷ ماهه) هم گزارش شده است.

## تاریخچه
این بیماری نخستین بار توسط میکروب‌شناس و متخصص پوست اتریشی-گالیسیایی «بنیامین لیپ‌شوتز» در ماه اکتبر ۱۹۱۲ میلادی گزارش شد که شرحی از بیماریِ ۴ دختربچهٔ ۱۴ تا ۱۷ ساله را منتشر کرد. وی در آغاز، تصور می‌کرد که این زخم‌ها با «باسیلوس کراسوس» (که امروزه با نام «لاکتوباسیلوس اسیدوفیلوس» شناخته می‌شود) در ارتباط است.